# Julian Bliss
Pour les articles homonymes, voir Bliss.
Julian Bliss, né en 1989 à Harpenden au Royaume-Uni, est un clarinettiste britannique.
Il s'est produit devant la reine Élisabeth II à l'âge de six ans,,, est devenu professionnel à 12 ans seulement, et a inspiré une génération de jeunes musiciens. En créant sa gamme de clarinettes portant son nom chez Conn-Selmer, il a fait découvrir son instrument à un important nouveau public,,.

## Biographie

### Jeunesse et formation
Julian Bliss est né en 1989 à Harpenden ou St Albans (les deux villes étant adjacentes) dans le comté anglais du Hertfordshire.
La famille Bliss n'était pas musicienne, mais quand Julian avait quatre ans, sa mère l'a emmené à Harpenden Musicale, une école de musique dirigée par Gill et Dave Johnston, où on l'a laissé jouer un certain nombre d'instruments différents : « Dès que j'ai essayé la clarinette, j'ai été accro ». On lui a alorsdonné une clarinette Lyons C faite pour les enfants.
À cinq ans, Julian Bliss apparait à la télévision et, à six ans, il est invité à jouer au palais de Buckingham lors de la fête d'anniversaire du prince Phillip,,. Il y retournera en 2002 pour le jubilé d'or de la reine.
En 1997, à l'âge de 8 ans, Bliss commence des études à la Purcell School for Young Musicians, une école de musique spécialisée pour enfants, située dans la ville de Bushey, dans le sud du Hertfordshire. À l'âge de 12 ans, il décroche un diplôme à l'Université de l'Indiana aux États-Unis, mais il ne le reçoit qu'après avoir fini le lycée,,,,.
Il a comme professeurs Paul Harris, Howard Klug et, en Allemagne, Sabine Meyer,,,,. Selon Julian Bliss, Sabine Meyer a été l'une de ses plus grandes influences : « J'ai étudié avec elle pendant plusieurs années et j'ai toujours beaucoup admiré son jeu. Elle a vraiment eu un impact profond sur moi et ma façon de faire de la musique ».

### Carrière musicale

#### Musique classique
En 2001, le jeune clarinettiste âgé de 12 ans remporte la Concerto Soloists Young Artists Competition à Philadelphie aux États-Unis.
En 2002, Julian Bliss se produit dans les jardins du palais de Buckingham à l'occasion du jubilé d'or d'Élisabeth II. Il considère les deux concerts que j'ai faits pour la reine comme son expérience de concert la plus mémorable « Jouer pour la reine est un honneur incroyable et c'est quelque chose que je n'aurais jamais imaginé faire. Je pense que c'est assez difficile à battre ! ».
Il se produit dans de nombreux festivals et salles du monde, notamment Gstaad, Mecklenburg Vorpommern, Verbier, Wigmore Hall (Londres) et le Lincoln Center (New York) et joue avec de nombreux orchestres comme l'Orchestre national de France, le Seattle Symphony, le Sao Paolo Symphony, le Royal Philharmonic Orchestra, l'Orchestre de chambre de Paris, le BBC Philharmonic Orchestra, l'Auckland Philharmonia et le London Philharmonic Orchestra,,.
Dans le domaine de la musique de chambre, Bliss collabore avec de nombreux musiciens comme la pianiste Hélène Grimaud, le violoniste Joshua Bell et le violoncelliste Steven Isserlis.
En 2020, le musicien lance Bliss Music, qui publie des arrangements pour clarinette et piano du répertoire classique.

#### Jazz
Dans un tout autre registre, Julian Bliss est un musicien passionné de jazz : au début des années 2010, il fonde le Julian Bliss Septet pour interpréter, entre autres, la musique de Benny Goodman, la musique latine du Brésil et celle de Cuba,,.
Son groupe s'est produit au Ronnie Scott's et au Wigmore Hall à Londres, au Jazz at Lincoln Center de New York et au Concertgebouw d'Amsterdam,.

## Clarinette Leblanc-Bliss
Bliss est le créateur de la gamme de clarinettes Bliss fabriquée par la firme Conn-Selmer dans le cadre de la ligne Leblanc USA,.
Avec cette gamme de clarinettes abordables fabriquées à partir d'un composite spécial, il a inspiré une génération de jeunes musiciens et a fait découvrir son instrument à un important nouveau public,.

## Accueil critique
Pour le Times de Londres « Ce n'est pas seulement la technique [de Bliss], bien que ce soit assez étonnant. C'est l'esprit, l'équilibre et la vivacité de son jeu ».

## Discographie sélective
Julian Bliss a publié de nombreux disques sur les labels EMI Classics, Signum Records et Resonus Classics,, :
- 2003 : Music For Clarinet And Piano, œuvres de Francis Poulenc, André Messager, Horovitz, Paul Jeanjean, Jean Françaix et Bohuslav Martinů, avec Julien Quentin au piano (EMI Classics)
- 2007 : Krommer Double Clarinet Concerto, Spohr Clarinet Concerto Nos. 2 & 4, avec Sabine Meyer (clarinette) et l'Academy of St Martin in the Fields, dir. Kenneth Sillito (EMI Classics 0946 3 79786 2 7)
- 2011 : Psycho: Suite For String Quartet / Souvenirs De Voyage / Echoes de Bernard Herrmann, avec le Tippett Quartet (Signum Records SIGCD 234)
- 2013 : A Tribute to Benny Goodman, par The Julian Bliss Septet (Signum Classics SIGCD 288)
- 2014 : Works by Debussy, Francaix, Glinka, Milhaud & Prokofiev, avec Bradley Moore au piano (Signum Classics SIGCD 384)
- 2014 : Nielsen Clarinet Concerto - Mozart Clarinet Concerto, avec le Royal Northern Sinfonia, dir. Mario Venzago (Signum Classics SIGCD 390)
- 2015 : The Shepherd on the Rock avec Christopher Glynn et Ailish Tynan (Signum Classics SIGCD 429)
- 2016 : David Bruce: Gumboots / Johannes Brahms: Clarinet Quintet, avec le Carducci String Quartet (Signum Classics SIGCD 448)
- 2018 : Schubert: Swansong, avec Christopher Glynn, Sir John Tomlinson, Sophie Bevan et Alec Frank-Gemmill (Signum Classics – SIGCD 550)
- 2018 : Mozart : Clarinet Quintet In A Major, K. 581, Weber : Clarinet Quintet In B Flat Major, avec le Carducci String Quartet (Signum Classics SIGCD 552)
- 2019 : In The Middle Of Things, musique de chambre de Michael Zev Gordon, avec le Fidelio Trio (Resonus Classics RES10237)
- I got rhythm, œuvres de George Gershwin, par The Julian Bliss Septet (Signum Classics SIGCD 651)
- 2021 : Clarinet Sonatas Op. 120; 4 Ernste Gesänge, Op. 121 de Johannes Brahms, avec James Baillieu au piano (SIGCD 671)
- Mackey: Asphalt cocktail; Whitacre: October; Ticheli: Blue shades, avec Joby Burgess aux percussions (Signum Classics SIGCD 677)